# 1756
1756 (MDCCLVI) byl rok, který dle gregoriánského kalendáře započal čtvrtkem.

## Události
- 29. srpna – Pruská armáda začala obsazovat Sasko a začala sedmiletá válka.
- 10. září – Pruská armáda obsadila Drážďany.
- 1. října – Pruská a rakouská armáda se střetly v bitvě u Lovosic.
- Příslušníci Moravské církve, založili v Pensylvánii (USA) město Lititz, pojmenované podle obce Litice nad Orlicí.
- Postavení kaple Nanebevzetí Panny Marie v Lutíně.

### Probíhající události
- 1754–1763 – Francouzsko-indiánská válka
- 1756–1763 – Sedmiletá válka

## Narození

### Česko

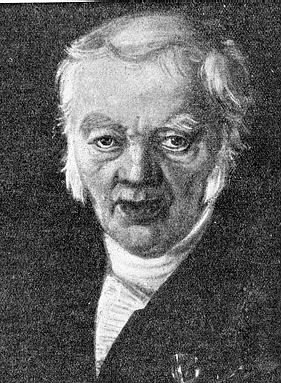
František Josef Gerstner (* 22. února)

- 6. ledna – Jan Jeník z Bratřic, důstojník, sběratel lidových písní († 26. srpna 1845)
- 9. ledna – Jan Jeltsch, kanovník litoměřické kapituly († 15. prosince 1822)
- 9. února – Karel Blažej Kopřiva, skladatel, varhaník a regenschori († 15. května 1785)
- 23. února – František Josef Gerstner, matematik a fyzik († 25. července 1832)
- 16. března – Josef Javůrek, klavírista a hudební pedagog († 22. června 1840)
- 4. dubna – Josef Heřman Agapit Gallaš, malíř, lékař a spisovatel († 15. února 1840)
- 13. května – Vojtěch Živný, hudebník a pedagog († 21. února 1842)
- 21. prosince – Tomáš Antonín Kunz, skladatel a vynálezce († 1830)
- 30. prosince – Pavel Vranický, skladatel, dirigent a houslista († 26. září 1808)

### Svět

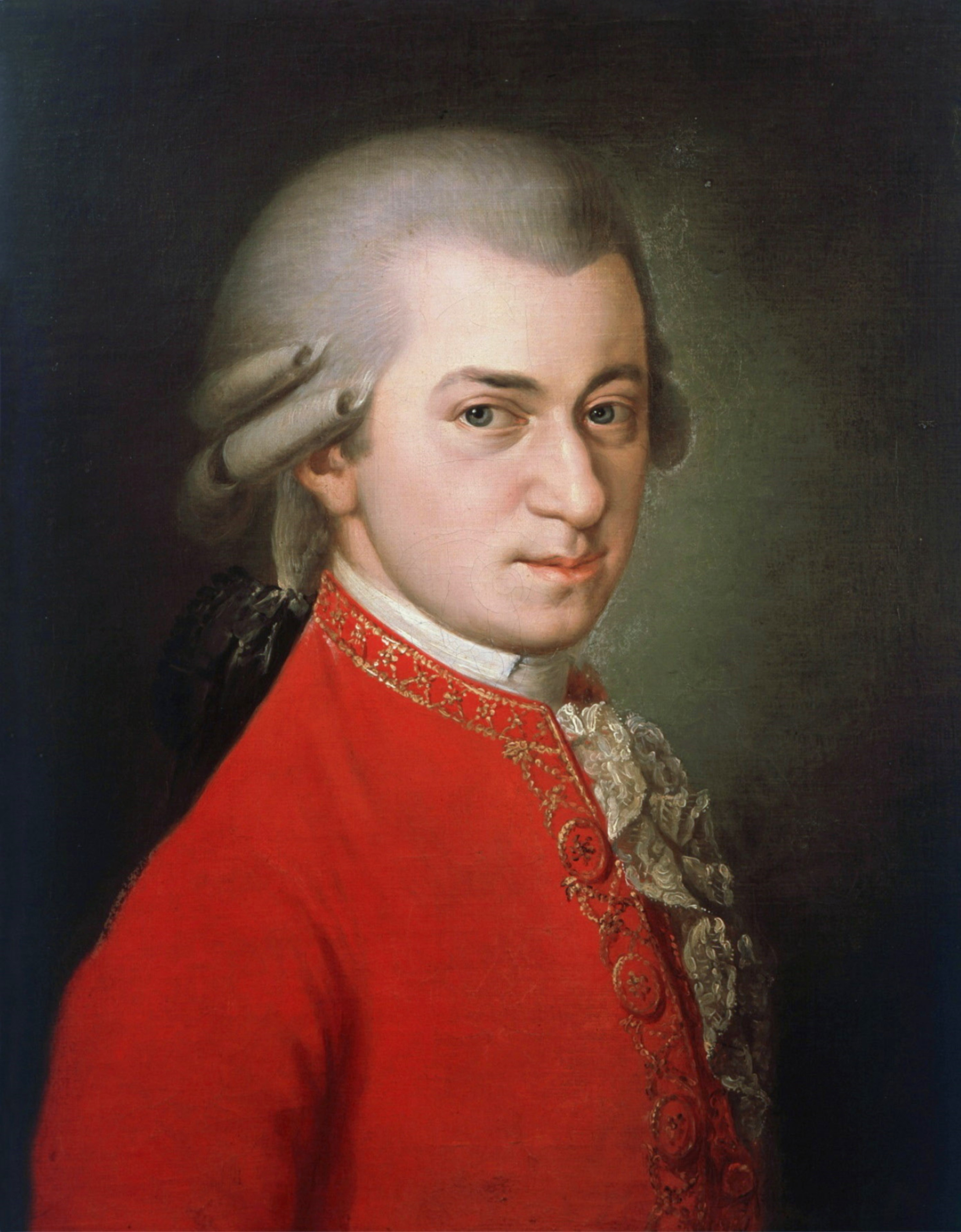
Wolfgang Amadeus Mozart (* 27. ledna)

- 3. ledna – Jérôme Pétion de Villeneuve, francouzský revolucionář († 18. června 1794)
- 21. ledna – Claude François Chauveau-Lagarde, francouzský advokát († 28. února 1841)
- 27. ledna – Wolfgang Amadeus Mozart, rakouský skladatel a klavírní virtuos († 5. prosince 1791)
- 6. února – Aaron Burr, americký právník a politik, viceprezident USA († 14. září 1836)
- 3. března – William Godwin, anglický novinář, spisovatel a filosof († 7. dubna 1836)
- 14. března – Vincent-Marie Viénot de Vaublanc, francouzský politik († 21. srpna 1845)
- 23. dubna – Jacques Nicolas Billaud-Varenne, francouzský revolucionář († 3. června 1819)
- 27. května – Maxmilián I. Josef Bavorský, první bavorský král († 13. října 1825)
- 20. června – Joseph Martin Kraus, německý skladatel činný ve Švédsku († 15. prosince 1792)
- 13. července – Thomas Rowlandson, britský malíř († 21. dubna 1827)
- 4. srpna – Jean-Baptiste Nompere de Champagny, francouzský diplomat († 3. července 1834)
- 12. srpna – François de Beauharnais, francouzský šlechtic a politik († 3. března 1823)
- 29. srpna
  - Jan Śniadecki, polský matematik, astronom a filozof († 9. listopadu 1830)
  - Heinrich von Bellegarde, rakouský polní zbrojmistr († 22. června 1845)
- 30. srpna – Ludvík Württemberský, vévoda württemberský († 20. září 1817)
- 13. září – Dmitrij Sergejevič Dochturov, ruský generál († 26. listopadu 1816)
- 20. září – Jean-Jacques Dessalines, vůdce Haitské revoluce († 17. října 1806)
- 23. září – John Loudon McAdam, skotský inženýr a stavitel († 26. listopadu 1836)
- 28. října – Karl Joseph Hadik von Futak, rakouský vojevůdce († 24. června 1800)
- 30. listopadu – Ernst Chladni, německý fyzik a hudebník, „otec akustiky“ († 3. dubna 1827)
- 8. prosince – Maxmilián František Habsbursko-Lotrinský, německý šlechtic a duchovní († 26. července 1801)
- 10. prosince – Fridrich František I. Meklenbursko-Zvěřínský, meklenbursko-zvěřínský velkovévoda († 1. února 1837)
- 23. prosince – Jekatěrina Nelidová, milenka ruského cara Pavla I. († 14. ledna 1839)
- neznámé datum – Carl Gustav Jablonsky, německý přírodovědec, entomolog a ilustrátor († 25. května 1787)

## Úmrtí

### Česko
- 17. září – Josef Antonín Sehling, hudební skladatel (* 7. ledna 1710)
- neznámé datum
  - Jan Ignác Libertin, katolický kněz, proslavený kazatel (* 1689)
  - Josef Herscher, sochař a řezbář pozdního baroka (* 1688)

### Svět
- 1. února – Marie Augusta Thurn-Taxis, vévodkyně württemberská (* 11. srpna 1706)
- 3. dubna – Jan Petr Molitor, německý malíř pozdního baroka (* 1702)
- 10. dubna – Giacomo Antonio Perti, italský hudební skladatel (* 6. června 1661)
- 15. dubna – Jacques Cassini, francouzský astronom (* 18. listopadu 1677)
- 16. dubna – Şehsuvar Sultan, manželka osmanského sultána Mustafy II. a matka sultána Osmana III. (* 1682)
- 30. května – Kristián Ludvík II. Meklenbursko-Zvěřínský, meklenbursko-zvěřínský vévoda (* 15. května 1683)
- 4. června – Zübeyde Sultan, osmanská princezna a dcera sultána Ahmeda III. (* 28. března 1728)
- 11. prosince – Marie Amálie Habsburská, česká královna a římská císařovna (* 22. října 1701)
- neznámé datum – Riccardo Broschi, italský hudební skladatel, představitel neapolské operní školy (* 1698)

## Hlavy států
- Francie – Ludvík XV. (1715–1774)
- Habsburská monarchie – Marie Terezie (1740–1780)
- Osmanská říše – Osman III. (1754–1757)
- Polsko – August III. (1734–1763)
- Prusko – Fridrich II. (1740–1786)
- Rusko – Alžběta Petrovna (1741–1762)
- Španělsko – Ferdinand VI. (1746–1759)
- Švédsko – Adolf I. Fridrich (1751–1771)
- Velká Británie – Jiří II. (1727–1760)
- Svatá říše římská – František I. Štěpán Lotrinský (1745–1765)
- Papež – Benedikt XIV. (1740–1758)
- Japonsko – Momozono (1747–1762)